# أحمد عزمي
أحمد عزمي (14 سبتمبر 1978 -)، ممثل مصري.

## مسيرته
شارك في العديد من الأعمال الدرامية المصرية سواء مسلسلات أو أفلام سينمائية. من المسلسلات التي شارك بها العميل 1001 وعباس الأبيض في اليوم الأسود وأحلامك أوامر ويتربى في عزو. وفي السينما شارك في أفلام قبلات مسروقة والزمهلوية وجوبا.

## لايوجد
ضبط في قضايا المخدرات مرتين، الأولى سنة 2013 لحيازته الكوكايين وخرج بكفالة، والثانية في كمين لحيازته الترامادول وحكم عليه بالسجن ستة أشهر.

## من أعماله

### أفلام
- 2022 : بحبك
- 2021 : نص يوم
- دفع رباعي بقوة: 2020
- المرسي أبو العباس: 2015 - منعم بائع حمص الشام
- الدنيا مقلوبة: 2015
- مش وش نعمة: 2015
- وش سجون: 2014
- روميو السيدة: 2014
- شمال يا دنيا: 2013
- هو فيه كده!!: 2013- فتحي

| - ساعة ونص: 2012 - وبعد الطوفان: 2012- كريم - نقطة النور: 2011 - ترانزيت: 2011 - فوكك مني: 2011- وليد - الشوق: 2011- حسين - سحر العشق: 2010 | - أحاسيس: 2010- مجدي - عزبة آدم: 2009- مصطفى - يوم ما تقابلنا: 2009- مصطفى - الزمهلوية: 2008- حسن شحاتة - قبلات مسروقة: 2008- ايهاب - الوعد: 2008- جرجس - الغابة: 2008- حموسه | - جوبا: 2007 - مافيش غير كده: 2006- عمرو - خريف آدم: 2002- صبري الشاب - الأبواب المغلقة: 2000 - فيلم- محمد - فيلم ثقافي: 2000- طـارق - ضيف شرف بــ 3 مشاهد - نور ونار: 1999- النجم الصاعد-احمد - المدينة: 1999- ياسر |

### المسلسلات
| - المشوار 2022 - 30 يوم: 2017 - قشطة وعسل: 2013- عسل - رقم مجهول: 2012- صديق علي - حارة خمس نجوم: 2012- نبيل - بالأمر المباشر: 2012 - شمس الأنصاري: 2012 - بنات في بنات: 2012 - قصص الإنسان في القرآن: 2012 - الخفافيش: 2012 - أخت تريز: 2012- حربي - امبراطورية ميم: 2012 - قصص الحيوان في القرآن: 2011- هابيل - الشوارع الخلفية: 2011- عبد الحكم الجراحي - دوران شبرا: 2011- اشرف | - منحوس مع مرتبة الشرف: 2010 اذاعي- عبد الرحمن - الصيف الماضي: 2010- جاسر -محسن - موعد مع الوحوش: 2010- شفيق - عايزة أتجوز: 2010- نصاب - ضيف شرف - الجماعة:2010، 2017 - عبد الرحمن السندي - وكالة عطية: 2009 - علشان ماليش غيرك: 2009- أحمد الرشيدي - سلطان الغرام: 2007 - يتربى في عزو: 2007- إبراهيم عزو - أحلامك أوامر: 2007- أحمد بن زينب الأكبر - حنان وحنين: 2007 - توتو وبيجامة: 2006- ضيف شرف - قلوب تائهة: 2006 | - بنت بنوت: 2006- حامد - السندريلا: 2006- حسن يوسف - الست أصيلة: 2005- عمر - العميل 1001: 2005- خالد أخو عمرو - أماكن في القلب: 2005 - عباس الأبيض في اليوم الأسود: 2004- محمود - الدم والنار: 2004 - تحت الريح: 2003 - كناريا وشركاه: 2003- وليد - بعد الطوفان: 2003 - ذنوب الأبرياء: 2003 - أين ولدي: 2002 - ديدي ودوللي: 2002- علاء | - بين شطين و مية: 2002 - الخبيئة: 2002 - زي القمر: 2000 - سلمى يا سلامة: 2000 - الجذور: 1999 - الليث بن سعد: 1999 - لن أعيش في جلباب أبي: 1996- حسين صبيا - أسوار الظلم: 1995 - الفرسان: 1994- بيبرس صغيرا - بوجى وطمطم والفانوس السحري: 1992- طفل - بوجي وطمطم: 1990 - الزائرون- طفل - أحلام مبروكة طفل |

### أخرى
- عفاريت محرز: 2014 - سيت كوم
- العين اللى صابت: 1999 - سهرة تليفزيونية
- يا طالع الشجرة تاني.. ليه؟: 1996 - مسرحية
- جارة القمر- مسلسل اذاعي
- علامات أبريل- فيلم قصير
- ثم تأتي الحقيقة محزنة - سهرة تليفزيونية

## روابط خارجية
- أحمد عزمي على موقع الدهليز
- أحمد عزمي على موقع قاعدة بيانات الأفلام العربية

1. ↑  "الفنان أحمد عزمي يحكي أسرار حياته في "واحد من الناس" على الحياة غدا". www.youm7.com. اطلع عليه بتاريخ 2024-02-08.
2. ↑  "أحمد عزمي: اضطريت أعمل أفلام مقاولات علشان أقدر أصرف على بيتي". www.cairo24.com. مؤرشف من الأصل في 2024-03-30. اطلع عليه بتاريخ 2024-02-08.
3. ↑  "أول فيديو للفنان أحمد عزمي بعد عودته للتمثيل: «دعواتكم يا أحباب»". www.elwatannews.com. مؤرشف من الأصل في 2024-02-09. اطلع عليه بتاريخ 2024-02-08.
4. ↑  محمد، ضحى (7 يونيو 2023). "مواقف صعبة في حياة أحمد عزمي.. بدأت بوفاة الأم والأخ وانتهت بالسجن". الوطن. مؤرشف من الأصل في 2023-06-09. اطلع عليه بتاريخ 2024-03-30.
5. ↑  "الفنان أحمد عزمي يحكي أسرار حياته في "واحد من الناس" على الحياة غدا". اليوم السابع. 4 يونيو 2023. مؤرشف من الأصل في 2023-06-05. اطلع عليه بتاريخ 2024-03-30.
6. ↑  "بالفيديو - أحمد عزمي يتحدث عن فترة سجنه وسبب إدمانه وتفكيره بالإنتحار". Laha Magazine. 6 يونيو 2023. مؤرشف من الأصل في 2023-06-06. اطلع عليه بتاريخ 2024-03-30.
7. ↑  "«خُلع ومخدرات ومحاولة قتل نفسه».. أبرز الأزمات في حياة الفنان أحمد عزمي". الأسبوع. مؤرشف من الأصل في 2024-03-30. اطلع عليه بتاريخ 2024-03-30.